# A Lei de Cada Dia
Where The Day Takes You (pt/br: A Lei de Cada Dia, foi exibido na TV a cabo com o título Por onde a Vida Te Leva) é um filme de drama norte-americano de 1992 dirigido por Marc Rocco. O filme conta a história de fugitivos adolescentes tentando sobreviver nas ruas de Los Angeles. É estrelado por Dermot Mulroney, Sean Astin, Balthazar Getty, Lara Flynn Boyle, Ricki Lake, James LeGros, Laura San Giacomo, David Arquette, Christian Slater, e Will Smith, em sua estréia no cinema. Filmado em Los Angeles e Venice Beach, tem em sua trilha sonora diversas canções de Melissa Etheridge. O filme recebeu críticas positivas, mas não conseguiu chegar às bilheterias, apesar de ganhar US$190,961 em 93 cinemas durante o primeiro fim de semana. Em 2003, o filme foi lançado em um DVD de edição completa da Columbia TriStar Home Video. Em outubro de 2009, o Anchor Bay lançou um DVD de edição widescreen.
O diretor do filme, Marc Rocco, foi atraído pela produção quando leu o roteiro de Michael Hitchcock. Hitchcock foi inspirado a escrever o roteiro devido à sua experiência em trabalhar em um abrigo para jovens fugitivos em Hollywood.
Apesar do baixo orçamento, o filme apresenta um elenco notável. A maioria dos membros do elenco trabalhava, contra o conselho de seus agentes, por um pequeno salário. Eles se prepararam para o papel deles passando dias com jovens fugitivos reais no distrito de Hollywood. Rocco explicou seu entusiasmo em trabalhar no projeto em uma entrevista de 1992: "Então, poucos roteiros deixam esses atores agirem, então poucos estúdios dão a esses atores nada além de comédias leves, há tão poucas chances de deixar esses atores criarem pessoas dimensionais". As filmagens do filme foram concluídas em agosto de 1991. A filmagem envolveu locações em Hollywood e significou o fechamento da avenida em algumas noites. As pessoas que passavam recebiam US$40 para figurar como figurantes no filme.
O membro do elenco de apoio Alyssa Milano inicialmente fez o teste para o papel de Heather, mas o medo de lançar uma atriz inexperiente fez com que os produtores a colocassem em um papel menor. O papel de Heather foi eventualmente para Lara Flynn Boyle. Sobre o porquê ela aceitou o papel, ela comentou em uma entrevista de 1991 que o roteiro a atingiu com a realidade: "Um dia, quando eu estava pensando em fazer o filme, passei por Hollywood e Highland Avenue, olhei e vi 30 jovens saindo para curtir. Pensei no filme e essa visão me deixou ansiosa para fazê-lo".

## Sinopse
O filme conta a história de jovens fugitivos tentando sobreviver nas ruas de Los Angeles.

## Prêmios e indicações
O filme foi indicado ao "Critics Award" no Deauville Film Festival e ganhou o Golden Space Needle Award no Seattle International Film Festival.

## Elenco
- Dermot Mulroney como King, o líder de um grupo de pessoas de rua. Embora a maioria de seus amigos sejam viciados em drogas, King jura permanecer limpo.
- Sean Astin como Greg, um fugitivo de 17 anos que é viciado em várias drogas, principalmente velocidade e heroína.
- Balthazar Getty como Little J, um jovem agressivo que não se importa com as regras.
- Lara Flynn Boyle como Heather, uma garota de 17 anos que acabou de fugir de casa. Ela se torna o interesse romântico de King.
- Peter Dobson como Tommy Ray, o violento inimigo de King.
- Ricki Lake como Brenda, uma garota com excesso de peso que quer ser uma estrela de cinema.
- James LeGros como Crasher, que quer se mudar para Dallas.
- Will Smith como Manny, o aleijado sem pernas que é amigo do grupo de King.
- Laura San Giacomo como entrevistadora, interrogando King na cadeia sobre sua vida.
- Adam Baldwin como oficial Black, um policial procurando por King.
- Kyle MacLachlan como Ted, traficante de drogas de Greg, que pensa nele como seu irmão mais novo.
- Nancy McKeon como Vikki, a namorada de Ted.
- Alyssa Milano como Kimmy, a namorada de Ted.
- David Arquette como Rob, o namorado de Kimmy, que também trabalha como jovem prostituta.
- Rachel Ticotin como oficial Landers, uma policial à procura de King.
- Stephen Tobolowsky como Charles, um homem rico que contrata Little J como prostituta.
- Robert Knepper como cantor de rock.
- Christian Slater (sem créditos) como assistente social que tenta ajudar Greg a permanecer limpo.